# Cerf de Virginie
Odocoileus virginianus · Chevreuil, Chevreuil de Virginie, Cariacou
Pour les articles homonymes, voir Chevreuil (homonymie) et Cerf (homonymie).
Espèce
Répartition géographique
Statut de conservation UICN

 LC  : Préoccupation mineure
Statut CITES
Le cerf de Virginie (Odocoileus virginianus), couramment appelé biche des palétuviers en Guyane
et chevreuil au Québec, en Louisiane et dans les régions canadiennes francophones, est un cervidé originaire d'Amérique (du Canada au Brésil). Il a été introduit dans de nombreux autres pays tels que la Finlande, l'ancienne Tchécoslovaquie ou encore la Nouvelle-Zélande.
Le cerf de Virginie est l'un des grands mammifères les plus communs de l'Amérique, considéré officiellement comme symbole national de la faune au Costa Rica et au Honduras.

## Description

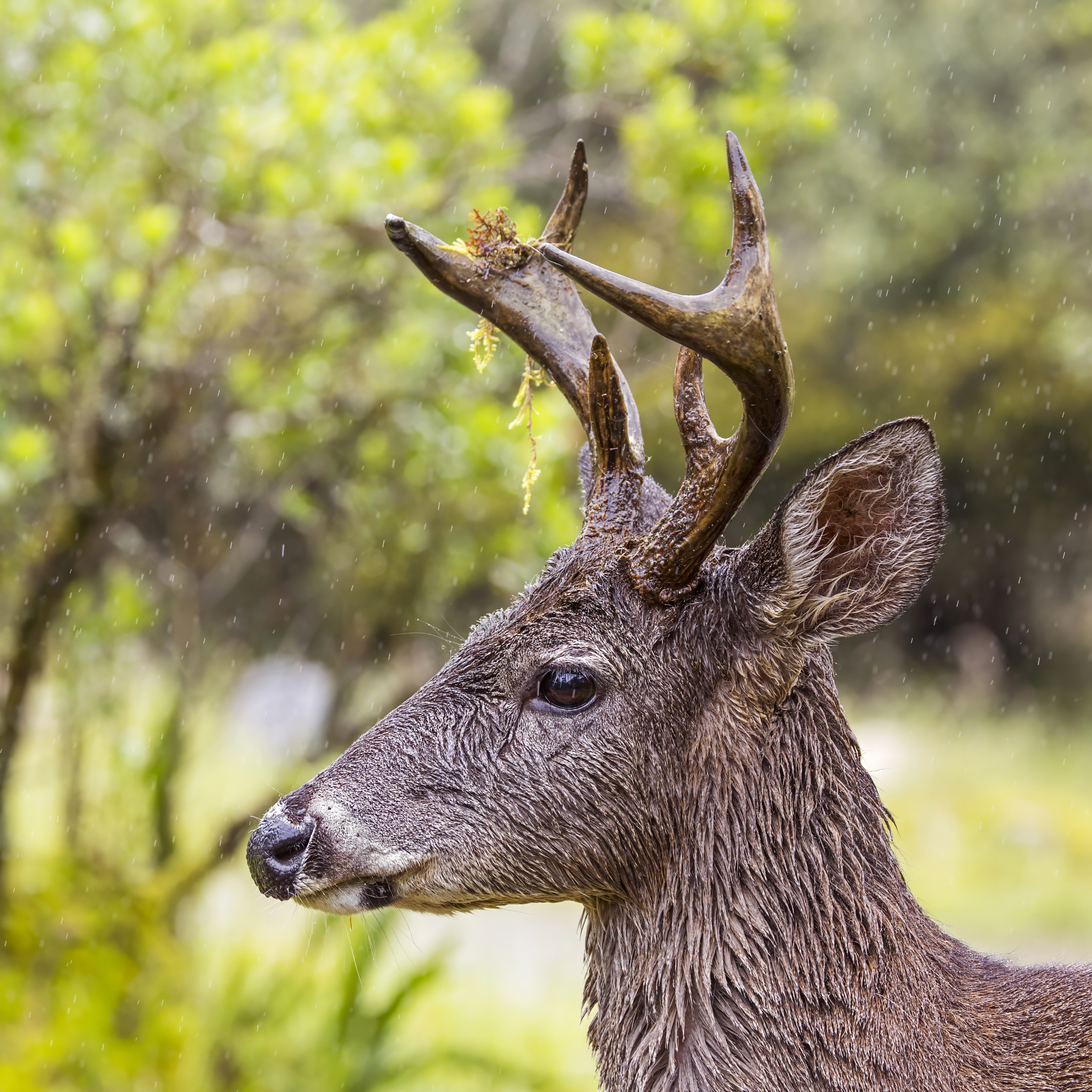
Portrait d'un cerf de Virginie sous la pluie, dans le parc national naturel de Chingaza, en Colombie. Juillet 2023.

Cet animal peut mesurer jusqu'à deux mètres de long et un mètre au garrot. Un mâle normal pèse entre 60 et 90 kg, mais on peut en trouver pesant jusqu'à 160 kg. La femelle pèse normalement de 40 à 60 kg. Les mâles âgés de plus d'un an ont des bois qui se développent chaque année, à partir de la fin du printemps. Ces bois atteignent leur taille maximale en fin d'été, et persistent jusqu'à l'hiver suivant. La gestation de la femelle peut durer de 205 à 216 jours (sept mois). Il en existe une sous-espèce naine : le cerf des Keys (Odocoileus virginianus clavium). Le pelage de cet animal varie en fonction des saisons, soit brun-roux en été et gris-brun en hiver. La queue du cerf de Virginie est relativement longue, pouvant mesurer de 15 à 36 centimètres.

## Alimentation
Il se nourrit de gousses, d'herbes, de cactus et de fruits. Son estomac lui permet de se nourrir de certaines espèces toxiques pour l'être humain dont le sumac grimpant ou certains champignons.

## Répartition

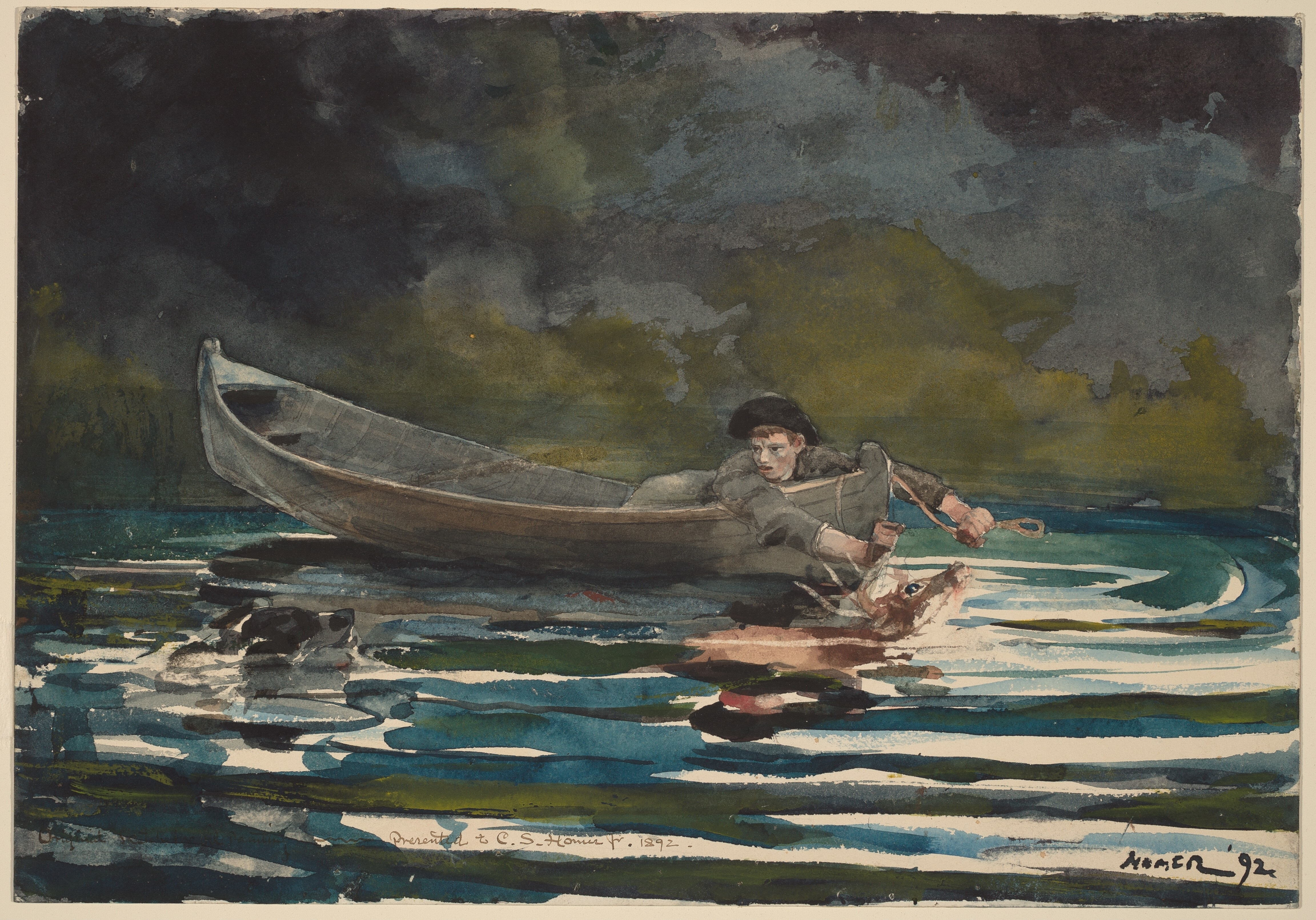
Hound and Hunter (Chien et chasseur)
Winslow Homer, 1891
National Gallery of Art, Washington

Il vit principalement à l'est des montagnes Rocheuses, dans les forêts, marais et clairières.
Dans la partie occidentale de son habitat, il peut côtoyer le cerf hémione, une espèce très proche.
Le peintre américain Winslow Homer peint cette aquarelle à la fin du XIXe siècle, alors qu'il est installé dans le village côtier de Prouts Neck (en) dans le Maine, près de Scarborough, habité de quelques pêcheurs et entouré de fermes.

## Comportement
Le cerf de Virginie devient plus téméraire en automne (surtout en novembre, saison du rut) alors que la nourriture se fait plus rare. Il se nourrit principalement de végétaux et de petits fruits.

## Reproduction
L'âge de la maturation sexuelle dépend à la fois de la densité de population et de l'accès à la nourriture. Lorsque les conditions sont favorables, les femelles peuvent atteindre la maturité sexuelle et commencer à s'accoupler dès l'âge de six ou sept mois et donner naissance à un faon de six à sept mois plus tard.
Les portées comptent de un à trois petits, pesant de deux à quatre kilogrammes à la naissance. Chez les jeunes biches, la portée est souvent simple, en particulier lorsqu’il s'agit de leur première portée. Si l'hiver a été particulièrement rude, ou bien que la population se situe sur un territoire pauvre en nourriture, les portées compteront rarement plus d'un petit.
Les naissances ont le plus fréquemment lieu à la fin mai et au début juin, quoiqu'elles puissent s'étendre sur une période allant de la fin mars jusqu'au début août pour les accouplements précoces ou tardifs.
Les mâles deviennent matures en moyenne à la moitié de leur deuxième année, quoique peu d'entre eux aient la chance de se reproduire à cet âge, en raison de la forte compétition avec les autres mâles au moment du rut.

## Dynamique des populations
Aux États-Unis, on estime qu'à la suite d'une gestion restauratoire des populations, la population américaine de cerf de Virginie est passée d'environ 300 000 individus vers 1930 à 30 millions aujourd'hui[Quand ?], soit une multiplication par 100, ce qui a notamment pu profiter aux tiques, lesquelles diffusent la maladie de Lyme.
C'est une espèce qui a su également profiter de certains espaces périurbains.

## État des populations, menaces
Cet animal est vulnérable à la fragmentation écologique de ses habitats, parce qu'il doit se déplacer entre ses aires hivernales et estivale et car il traverse souvent des routes sans craindre les voitures, et sa présence n'est pas partout indiquée par un panneau ; chaque année de nombreux décès par accidents de la route impliquent une collision entre animal et véhicule. En Amérique du Nord, notamment, depuis quelques décennies des mesures conservatoires (ex : écoducs et sautoirs permettent de limiter le nombre de collisions impliquant le cerf notamment lors de ses migrations,.
Il est sensible à une encéphalopathie spongiforme transmissible due à un prion pathogène (maladie proche de celle de la vache folle), dite Chronic wasting disease et à d'autres maladies touchant les cervidés.
Au Québec, le ministère de l'Environnement, de la lutte contre les changements climatiques, de la Faune et des Parcs a autorisé une augmentation de la chasse aux cerfs de Virginie. À l'exception de l'île d'Anticosti, quelque 55 000 cerfs ont été chassés dans la province, en 2023. En 2024, ce nombre monte à plus de 70 000 cerfs.

## Suivi sanitaire
Dans plusieurs pays, conformément à l'approche One Health promue par l'Organisation mondiale de la santé (OMS) et l'OIE, le gibier fait régulièrement l’objet d'un suivi éco-épidémiologique. 
Il se fait surtout à partir de cadavres trouvés in situ et d’animaux tués à la chasse (alors échantillonnés dans les abattoirs, boucheries, et plus rarement en supermarché) ; Les cerfs sont particulièrement suivis en Amérique du Nord, car porteurs de la tuberculose bovine et surtout - depuis quelques décennies -  la CWD (maladie débilitante chronique, une maladie à prion proche de maladie de la vache folle, mais qui ne semble pas toucher l’Homme à ce jour).

## Le cerf de Virginie: nouvelle espèce réservoir du virus de la COVID?
En 2021 et 2022, des études ont mis en évidence « une infection généralisée chez le cerf de Virginie (Odocoileus virginianus) en Amérique du Nord, avec des centaines d'animaux infectés dans 24 États américains et plusieurs provinces canadiennes ». Ceci a des implications écoépidémiologiques importantes pour le virus SARS-CoV-2 responsable de la pandémie de COVID-19 : il pourrait persister à long terme, continuer à évoluer chez les cerfs, puis possiblement réapparaitre chez l'Homme (car dans un « système à plusieurs hôtes réservoirs », il peut avoir un avantage sélectif : il ne disparait pas au cas où il disparaîtrait chez l'un des réservoirs individuels). Le Cerf de Virginie est la première espèce sauvage chez laquelle une transmission du SARS-CoV-2 entre animaux vivant en liberté a été documentée. L’infection semble asymptomatique, mais le cerf pourrait propager le virus à d'autres animaux (sauvages ou du bétail) plus vulnérables.
« Le fait que les animaux deviennent un réservoir viral, servant de source récalcitrante d'épidémies et élevant potentiellement de nouvelles variantes » inquiète les chercheurs, dont certains pensent que « le variant Omicron, hautement infectieux, a passé du temps dans un réservoir animal avant d'apparaître chez l’Homme ».

### Vulnérabilité du Cerf de Virginie au virus SARS-CoV-2
En 2021, on sait que la protéine du récepteur ACE2 (cible du virus sur les cellules de l’organisme qu’il infecte) et chez le Cerf de Virginie similaire à celle de l'Homme. 
Ce cerf a été expérimentalement infecté (cf. publication de janvier 2021, faite par des chercheurs du Département américain de l'agriculture (USDA) après inoculation nasale de faons captifs, qui ont ensuite (entre 3 et 5 jours après l'infection) émis le virus dans leur mucus nasal et leurs excréments ; ils ont aussi pu propager l'infection à d'autres faons, y compris dans des enclos adjacents. D'autres ongulés, tels que les vaches, les moutons et les chèvres n'y sont pas sensibles. Le cerf de Virginie semble aussi pouvoir être « réinfecté » par un autre variant du virus (phénomène décrit par Kuchipudi à partir d'échantillons faits en décembre et janvier 2022 (un cerf avait des anticorps contre Omicron, mais aussi contre le variant Delta).
Et en mars 2022, dans l’ouest du pays — dans l'Utah, une autre espèces (Cerf mulet ; Odocoileus hemionus) a aussi été testée positive au SARS-CoV-2. Au début avril 2020, aucune autre espèces de cervidé ne semble avoir été observée porteuse du virus. 
Et, curieusement, en 2022, en Autriche et Allemagne où des chevreuils (Capreolus capreolus), des cerfs élaphes (Cervus elaphus) et des daims (Dama dama) ont été testés pour le virus, ils semblent tous épargnés, même dans les zoos… alors que « Toutes les données sur les récepteurs ACE2 suggèrent que les espèces de cerfs européens devraient être aussi sensibles que les cerfs de Virginie ».

### Symptômes
Les premières études n'ont pas détecté de signe clinique notable. Une rhinite, une atténuation marquée de l'épithélium respiratoire de la trachée, une bronchite et, dans certains cas, une bronchiolite ont néanmoins été observées lors d'inoculations expérimentales de cerfs de Virginie. En 2022, on ignore encore si les cerfs sauvages peuvent présentent des symptômes en cas d'infection ; répondre à cette question exigerait des études longitudinales statistiquement beaucoup plus puissantes (pour rappel, près des trois quarts des cas humains testés positifs au SRAS-CoV-2 — par RT-PCR — étaient asymptomatiques). 

### Prévalence du virus chez le Cerf de Virginie
En Amérique du Nord, en 2021 et 2022, des variants du SARS-COV-2 circulent abondamment chez le Cerf de Virginie. Et ils « reflètent généralement ceux qui se propagent chez les humains proches. Des études suggèrent aussi que le SARS-CoV-2 dans la nature pourrait déjà explorer de nouvelles voies d'évolution grâce à des mutations du virus ».
385 échantillons sanguins de cerfs de Virginie prélevés de janvier à mars 2021 ont été étudiés dans le cadre normal de la surveillance des maladies de la faune dans l'Illinois, du Michigan, de l'État de New York et de Pennsylvanie : 40 % d'entre eux contenaient des anticorps anti-SRAS-CoV-2 (résultat publié en préimpression en juillet 2021). Il fallait encore vérifier que ces anticorps ne provenaient pas d’infections par d’autres coronavirus chez les cerfs. 
L'effort d'échantillonnage a donc été amplifié, et étendu à une grande partie de l'Amérique du Nord.
À partir de décembre 2020, les tests PCR ont commencé à être positifs (ex. : en 2021, dans l’Ohio, 129 cerfs étaient positifs pour l'ARN viral du SRAS-CoV-2 sur 360 animaux échantillonnés entre janvier et mars 2021). En Iowa 33 % de 283 ganglions lymphatiques rétropharyngés de cerfs échantillonnés entre avril 2020 et janvier 2021 étaient également positifs pour le SRAS-CoV-2 (surtout en novembre-décembre 2020, période coïncidant avec celle d'un pic épidémiologique humain. Dans l’Ohio, plus de 50% des génomes viraux séquencés chez le cerf de Virginie étaient les mêmes que ceux trouvés chez les humains malades de la COVID-19 dans cet État.

Le virus « humain » semble s’être propagé chez les cerfs à au moins six reprises, et les mutations observées chez les cerfs montrent que l'infection se propageait rapidement entre cerfs,.
Des cerfs infectés ont ensuite été trouvés dans 24 des 30 États américains où un échantillonnage a été signalé, mais aussi au Québec, en Ontario, au Saskatchewan, dans le Manitoba, au Nouveau-Brunswick et en Colombie-Britannique, bien que les taux de séropositivité au Canada aient été plus faible, à 1-6 %. Fin décembre 2021, des chercheurs découvrent que le variant hautement transmissible d'Omicron a contaminé des cerfs de Virginie vivant à Staten Island (l'un des cinq arrondissements  de la ville de New York). En Ontario, dès novembre-décembre 2021, dans un travail publié en préimpression de février 2021 des chercheurs décelaient et signalaient des signes d'évolution à long terme du virus chez le cerf de Virginie.

### Sex-ratio
Les mâles sont plus touchés par le virus que les femelles, comme c'est le cas avec l'encéphalopathie des cervidés et de la tuberculose, probablement car les mâles ont un domaine vital plus grand, se déplacent plus, et ont plus de contacts avec d'autres cerfs lors de la saison de reproduction (automne-hiver). Une autre raison est la dynamique propre aux groupes sociaux de cerfs célibataires mâles, qui forment des groupes lâches de deux à six individus se touchant et se lèchant souvent, alors que les cerfs matriarcaux vivent avec leur harde de femelles et leurs faons.

### Hypothèses explicatives

#### Proximité avec l'Homme
Le Cerf de Virginie approche souvent l'Homme ; il est aussi élevé pour sa viande, et des lieux de réhabilitation accueillent des faons orphelins. Les cerfs captifs ont souvent des contacts avec l’Homme et parfois avec des cerfs sauvages, ils peuvent aussi s’enfuir ou être relâchés dans la nature, mais selon Vanessa Hale « il n'y a probablement pas assez de contacts directs dans aucun de ces scénarios pour expliquer les centaines de cas détectés jusqu'à présent, sans parler des innombrables autres qui n'ont tout simplement pas été enregistrés ».
Des cerfs pourraient s’infecter en enfonçant leur museau dans des masques jetés ou en mangeant des végétaux contaminés et/ou en buvant de l’eau contaminé par l’Homme.

#### Rôle de l'égrainage et de la chasse?
On a aussi constaté, « notamment, après le pic de cas humains de novembre 2020 dans l'Iowa » que les infections de cerfs par le SRAS-CoV-2 ont coïncidé « avec le début de l'hiver et le pic de la saison de chasse au cerf ». 
L'agrainage apporté par les chasseurs qui nourrissent et appâtent ainsi les cerfs, pourrait être l'une sources humaines de virus, et il favorise le regroupement d'animaux normalement éparpillés (situation connue pour être propice à la contagion inter-individus).
Ainsi, lors de la deuxième semaine de janvier 2021, en fin de saison de chasse régulière, les cinq échantillons de RPLN de cerfs récoltés étaient tous positifs pour l'ARN du SRAS-CoV-2. 
Et durant les 7 dernières semaines (du 23 novembre 2020 à la fin de la saison de chasse le 10 janvier 2021), 80 des 97 échantillons de RPLN de cerfs de tout l'État (82,5 %) étaient positifs pour le SRAS-CoV- 2 ARN. 
Un nombre élevé de copies d'ARN viral a souvent été retrouvé dans les échantillons de ganglions de cerfs (allant de 2,7 copies à 2,3 × 106 copies par millilitre), suggérant que de nombreux cerfs avaient probablement une charge virale élevée.

#### Vecteurs de contagion?
On sait que le virus infectieux est présent dans les excréments des animaux infectés (homme y compris) et qu'il a aussi une certaine capacité persistance dans l'eau (au moins une semaine quand la charge virale est importante), et que les eaux usées contiennent souvent de l'ARN viral mais on n’y a pas trouvé le virus lui-même et on trouve des cerfs contaminés loin des lieux habités. Enfin, le vison d'Amérique et/ou peut-être le chat sauvage pourraient aussi être des intermédiaires. Ces modes d’infection peuvent coexister, faisant craindre que le cerf puisse devenir un réservoir du SRAS-CoV-2 et une source possible d'épidémies récurrentes chez d'autres animaux (humains y compris), tout comme le chameau est devenu un réservoir naturel du coronavirus MERS-CoV-2. Dans ce, le SRAS-CoV-2 pourrait muter et se recombiner avec d'autres coronavirus dangereux pour d'autres animaux partageant des pâturages avec des cerfs (vaches, moutons, chèvres...).

#### Mobilité du Cerf de Virginie
Le cerf de Virginie vit sur quelques kilomètres carrés presque toute l’année, mais au moment de la reproduction (octobre - février), ils se déplacent plus (de quelques dizaines de km à une centaine de kilomètres parfois. Quand il y a beaucoup de neige plusieurs groupes peuvent cohabiter dans des zones mieux protégées en Forêt (autre occasion de contagions inter-individus et inter-groupes).

### Origine humaine des infections de cerfs?
Début 2021, les parents viraux les plus proches des virus infectant les cerfs de Virginie étaient ceux trouvés chez de personnes du Michigan près d'un an plus tôt ; le virus circule donc depuis de mois chez les cerfs, et note la virologue canadienne Mubareka, et comme ceci a pu être démontré avec un échantillonnage très clairsemé, il semble que d'autres choses se passent dans la faune sauvage. Ainsi, une préimpression de février 2021 fait état de variants Alpha et Delta du SARS-CoV-2 trouvés chez des cerfs en Pennsylvanie en novembre 2021. 
Les génomes Alpha y étaient distincts de ceux trouvés chez l'homme et ont été trouvés des mois après que Delta soit devenu prédominant chez l'Homme, évoquant une évolution indépendante du variant Alpha au sein de la population de cervidés. On soupçonne aussi que dans un cas au moins, c'est le cerf qui a pu infecter un humain et non l'inverse (sans le sud-ouest de l’Ontario). 
Si ce phénomène est courant, le virus pourrait ne pas s'estomper, mais continuer à longtemps circuler tout en évoluant. En mars 2021, l'USDA a été mission (avec 300 millions de dollars de subvention) pour enquêter sur les animaux sensibles au SRAS-CoV-2, dont en échantillonnant des cerfs durant la saison de chasse 2022-2023 dans au moins 27 États. Et des inoculations expérimentales doivent montrer si les variants telles que Omicron et Delta se comportent différemment chez le cerf de Virginie, et quels autres animaux sauvages elles peuvent infecter (dont cerf mulet et wapiti, deux autres cervidés).

## Sous-espèces

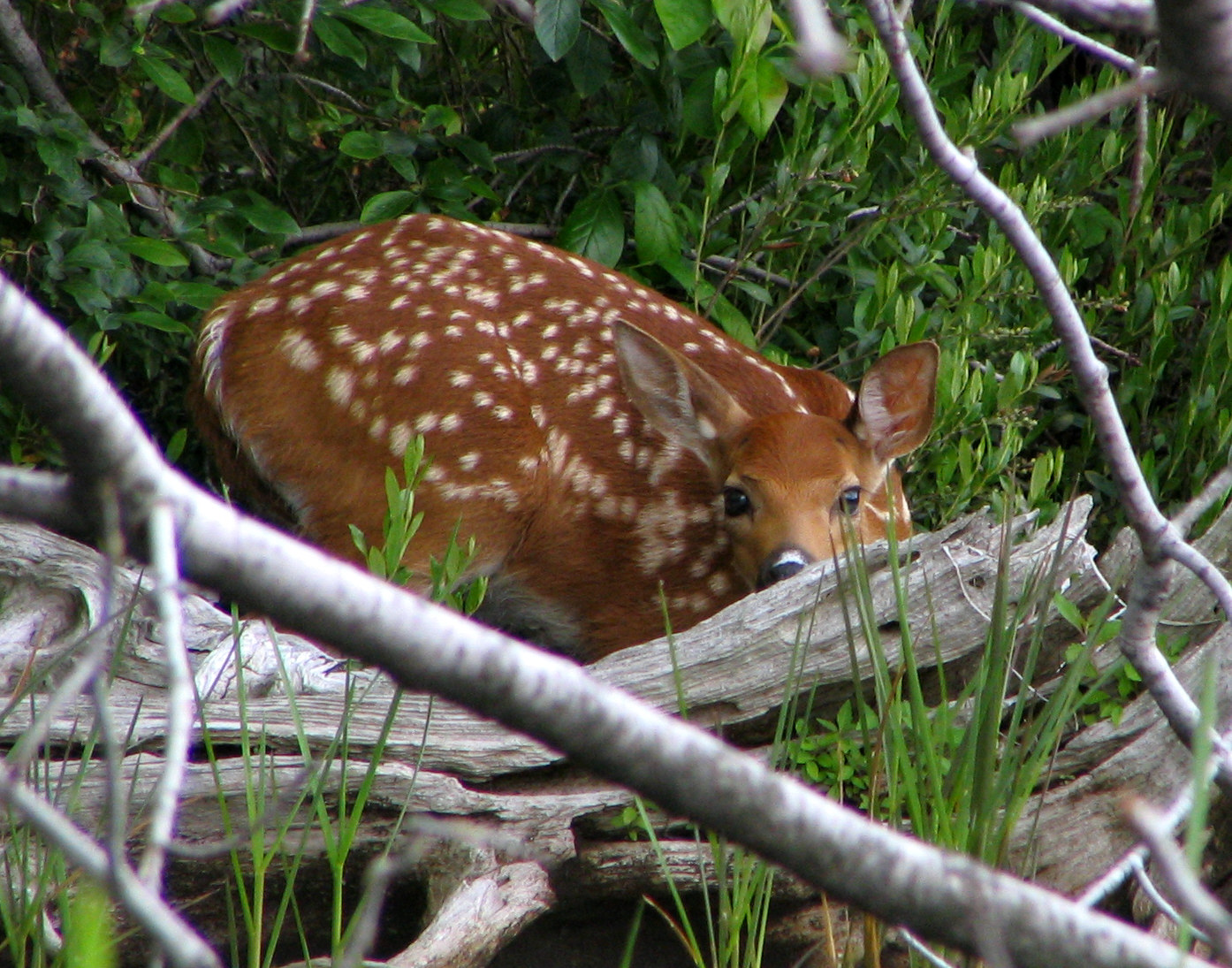
Faon en Pennsylvanie

Au sein d'une vaste métapopulation nord-américaine, on peut distinguer 38 sous-espèces de l'odocoileus virginianus.
- Odocoileus virginianus acapulcensis
- Odocoileus virginianus borealis
- Odocoileus virginianus cariacou
- Odocoileus virginianus carminis
- Odocoileus virginianus chiriquensis
- Odocoileus virginianus clavium — Cerf des Keys
- Odocoileus virginianus couesi
- Odocoileus virginianus curassavicus
- Odocoileus virginianus dacotensis
- Odocoileus virginianus goudotii
- Odocoileus virginianus gymnotis
- Odocoileus virginianus hiltonensis
- Odocoileus virginianus leucurus — Cerf à queue blanche de Colombie
- Odocoileus virginianus macrourus
- Odocoileus virginianus mcilhennyi
- Odocoileus virginianus margaritae
- Odocoileus virginianus mexicanus
- Odocoileus virginianus miquihuanensis
- Odocoileus virginianus nelsoni
- Odocoileus virginianus nemoralis
- Odocoileus virginianus nigribarbus
- Odocoileus virginianus oaxacensis
- Odocoileus virginianus ochrourus
- Odocoileus virginianus osceola
- Odocoileus virginianus peruvianus
- Odocoileus virginianus rothschildi
- Odocoileus virginianus seminolus
- Odocoileus virginianus sinaloe
- Odocoileus virginianus taurinsulae
- Odocoileus virginianus texanus
- Odocoileus virginianus thomasi
- Odocoileus virginianus toltecus
- Odocoileus virginianus tropicalis
- Odocoileus virginianus ustus
- Odocoileus virginianus venatorius
- Odocoileus virginianus veraecrucis
- Odocoileus virginianus virginianus
- Odocoileus virginianus yucatanensis

## Systématique

### Nomenclature et étymologie
Le cerf de Virginie possède plusieurs noms vernaculaires, soit chevreuil, chevreuil de Virginie et cariacou. Le terme « chevreuil » pour désigner le cerf de Virginie est attesté depuis 1613 par Samuel de Champlain. À cause de la confusion que cela porte avec le chevreuil (Capreolus capreolus), le langage de spécialité (nomenclature zoologique) lui préfère « cerf de Virginie ». Le terme chevreuil est cependant grandement généralisé dans toutes les variétés du français en Amérique du Nord. Il est aussi couramment utilisé en littérature québécoise et canadienne française depuis l'époque de la Nouvelle-France. Certains[Qui ?] considèrent que « chevreuil » devrait être utilisé comme générique français pour désigner le genre Odocoileus et d'utiliser « chevreuil de Virginie » comme terme spécialisé pour désigner l'espèce, ce qui aurait pour avantage de concilier l'usage courant avec l'usage spécialisé.
Bien que dans plusieurs ouvrages, le terme cariacou est désigné comme étant un synonyme de cerf de virginie, cariacou ne désigne que quelques sous-espèces vivant en Amérique du Sud, particulièrement Odocoileus virginianus cariacou.
Selon l'Office québécois de la langue française, le terme chevreuil est préférable à cerf pour ce qui est de la restauration, puisque celui-ci est un terme générique et peut donc prêter à confusion. Notamment avec le Wapiti aussi appelé « cerf du Canada ». Dans ce contexte nord-américain, il est préférable d'utiliser chevreuil, qui est sans équivoque et utilisé couramment.